# Марія-Тереза (риф)
Риф Марія-Тереза (англ. Maria-Theresa Reef, фр. île Tabor) — фантомний острів, скеля або риф у південній частині Тихого океану на південь від французьких островів Туамоту і на схід від Нової Зеландії. Через це деякі карти та атласи його показують, інші — ні. Невизначеності його статусу сприяло його розташування осторонь морських шляхів.
Відкритий 16 листопада 1843 року американським китобійним судном «Марія-Тереза» з Нью-Бедфорда, штат Массачусетс, під командою капітана Асафа П. Табера. Судновий журнал на цю дату містить суперечливі повідомлення, в яких згадується то breakers (прибій), то breaches (сплески китів). Перше повідомлення про відкриття капітаном Табером острова чи рифа з'явилось у газеті «Сідней Морнінг Геральд» 1 жовтня 1856 року. До 1983 року карти й атласи показували острів саме за координатами, зазначеними у цьому повідомленні: 37°00′ пд. ш. 151°13′ зх. д. / 37.000° пд. ш. 151.217° зх. д.. Перевірка суднового журналу, виконана британським Гідрографічним інститутом, перенесла місце розташування острова більше ніж на 1000 км на схід (принаймні, на морських картах), на 36°50′ пд. ш. 136°39′ зх. д. / 36.833° пд. ш. 136.650° зх. д., але багато картографічних видань продовжували користуватися старими координатами. Спроби розшукати острів за старими координатами здійснювались у 1957 і 1966 роках новозеландськими військовими, після 1983 року його розшукували за новими координатами. Жодна пошукова експедиція не знайшла ані острова чи рифа, ані обмілини чи значного підняття морського дна: глибини в цьому районі доволі значні і сягають 5000 м.
Дослідження супутникових фотографій району можливого розташування острова дозволяє зробити висновок, що, принаймні за теперішнього часу, його не існує. Але доти, поки відсутність острова Марія-Тереза чи, можливо, прихованих водою коралових рифів не буде достеменно доведено, він і надалі позначатиметься на морських картах із міркувань безпеки.
Також скоріше за все не існує й інших рифів, про існування яких у цьому районі за різних часів надходили повідомлення й які також час від часу позначаються на географічних картах: рифи Юпітер, Вачусет, Ернест-Легуве і Рангтікі.
На французьких картах острів позначався як риф Табо́р чи острів Табо́р (фр. île Tabor) — назва походить від спотвореного прізвища капітана Табера.
Жодна країна не висувала претензій на острів.

## Згадки в художній літературі
Острів Марія-Тереза згадується в романах Жуля Верна «Діти капітана Гранта» і «Таємничий острів».
У «Дітях капітана Гранта» на острові після корабельної аварії опиняються сам капітан і двоє членів його екіпажу. Вони кидають у море пляшку з запискою, в якій вказують координати острова. Пляшка згодом потрапляє до співвітчизників Гранта, однак у пошкодженій морською водою записці вдається прочитати лише широту, тому доводиться здійснити майже повну навколосвітню подорож, щоб знайти потерпілих. 
У «Таємничому острові» герої книги після того, як оселились на острові Лінкольна, також знаходять пляшку з запискою, в якій позначено назву острова і його координати. 